# Ченыкаев, Николай Сергеевич
Николай Сергеевич Ченыкаев (1878, Саратов — 1937, Бутовский полигон) — камер-юнкер двора е.и.в. (1913), статский советник (1914), калужский губернатор (1915—1917), заместитель председателя Калужского отдела Императорского Православного Палестинского Общества (1894-1917).

## Биография
Родился в Саратове 27 января 1878 года. Происходил из дворян Калужской губернии, был прямым потомком по мужской линии капитана Николая Тимофеевича Ченыкаева, участника Отечественной войны 1812 года, награждённого в 1814 году дворянской медалью на Владимирской ленте.
В 1900 году окончил Императорский Санкт-Петербургский университет с дипломом 2-й степени и поступил на государственную службу. Занимал в хозяйственном департаменте Министерства внутренних дел должности губернского секретаря (с 14 августа 1901 г.), помощника столоначальника (с 1 августа 1902 г.). С 5 июня 1903 г. исполнял обязанности секретаря при действительном тайном советнике В. В. Салове, председателе Подготовительной комиссии для разработки законопроекта о местных дорогах.
С июля 1904 года — младший помощник делопроизводителя в Главном управлении по делам местного хозяйства, в чине коллежского секретаря. В 1905 году был командирован в Пензенскую губернию для обобщения сведений о распределении собственности на землю и недвижимость; 1 января 1906 г. произведён в титулярные советники, с 16 января — старший помощник делопроизводителя того же управления. С 1 мая 1907 г. — делопроизводитель, 10 ноября произведён в коллежские асессоры.
С марта 1908 по январь 1912 г. состоял представителем Министерства внутренних дел в комиссиях при Военном министерстве, при Главном штабе Военного министерства, при Министерстве торговли и промышленности. 1 января 1911 г. произведён в надворные советники.
С 16 января 1912 года — минский вице-губернатор; 14 апреля 1913 года был произведён в коллежские советники и в этом же году проводил ревизию минского городского полицейского управления, минского сыскного отделения и полицейских частей г. Минска, за что ему была объявлена «глубокая признательность» минского губернатора; 6 декабря 1913 года ему было пожаловано звание камер-юнкера; 14 августа 1914 года произведён в статские советники.
С началом первой мировой войны контролировал проведение мобилизации нижних чинов в Минской губернии. Участвовал в работе благотворительных комитетов, находящихся под патронажем членов царской семьи, возглавлял губернское отделение Комитета по оказанию временной помощи пострадавшим от военных действии, состоял в Комитете по оказанию благотворительной помощи семьям лиц, призванных на войну.
В 1915 году, 9 марта был назначен исправляющим должность губернатора Калужской губернии; вступил в управление губернией 24 апреля; официально утверждён в должности лишь 1 января 1916 года «с оставлением в придворном звании». В Калуге возглавлял губернское отделение Комитета по оказанию благотворительной помощи семьям лиц, призванных на войну, за что ему была объявлена благодарность великой княгини Елизаветы Фёдоровны и пожалован жетон с драгоценными камнями «за развитие и оживление деятельности отделения Комитета». Состоял председателем или почётным членом многих комитетов и комиссий, почётным мировым судьёй Минского уезда. 11 июня 1915 г. издал обязательное постановление по санитарной части для всех городов губернии, где подробно указывались меры предупреждения «повальных болезней» и порядок содержания улиц и торговых помещений. Предложил Городской Думе пригласить постоянного санитарного врача для надзора за доброкачественностью поступающих в продажу продуктов. Издал ряд обязательных постановлений для контроля за соблюдением порядка и законности: предписал начальникам полиции неукоснительно следить за тем, чтобы не производилась продажа крепких напитков и на улицах не появлялись пьяные; 11 июня 1915 г. ввёл в губернии двукратную в год ревизию всех типографий и лавок, торгующих произведениями печати; 29 октября 1915 г. запретил «во всех населённых местах Калужской губернии, как частным лицам, так и учреждениям, без надлежащего на то разрешения содержать почтовых голубей». С целью обеспечения населения продовольствием ввёл льготные тарифы на перевозку зерна, закупленного для продажи населению, и ограничил цену на продукты «не свыше установленных такс».
Н. С. Ченыкаев не имел родовых поместий; в Калуге он получал жалованье 10 тысяч рублей в год.
3 марта 1917 г. был вызван в Городскую думу, где заявил о сложении им губернаторских полномочий, после чего находился под домашним арестом. Официально был уволен от службы с 1 мая 1917 года указом Временного правительства № 61 от 24 мая 1917 г.
После Октябрьской революции жил в Москве, работал заведующим отделом в Обществе телефонных сооружений. Был арестован 24 февраля 1920 года и спустя месяц, 22 марта, по «политическим мотивам» Московской ЧК был приговорён к заключению в концлагерь до окончания Гражданской войны. Затем проживал в Кунцеве. Был вновь арестован 3 октября 1937 года.
Из обвинительного заключения по делу Н.С. Ченыкаева:
«Ченыкаев Николай Сергеевич, 1878 г. рождения, уроженец г. Саратова, бывший калужский губернатор.
В 1920 г. судим тройкой ПП ОГПУ МО сроком до окончания гражданской войны.
В декабре месяце 1920 г. был освобождён заменой до 5-ти лет принудительных работ, в 1928 г. вторично органами ОГПУ арестовывался за контрреволюционную деятельность и в 1932 г. снова арестовывался органами НКВД за контрреволюционную деятельность.
Ченыкаев Николай Сергеевич, будучи враждебно настроен по отношению советской власти, ведёт активную контрреволюционную деятельность.
Ченыкаев в беседе с Лазовской говорил:
… “Советская власть колхозами довела страну до полного разорения, в прошлом Россия была первой страной по сельскому хозяйству, а теперь – хлеба нет, сколько ни бьётся власть с крестьянством, но уступить ему придётся”.
Далее в этом же разговоре о стахановском методе в работе Ченыкаев говорил:
… “Говорят, что при царизме эксплуатировали рабочих, а советская власть разве не эксплуатирует, возьмём стахановское движение, то же самое, эксплуатация, выжимает последние соки, а платят гроши”.
Во время самоубийства Гамарника Ченыкаев говорил:
… “Среди наших правителей идёт смута, скоро все перестреляются, это борьба за власть, Сталин власти никому не уступит, всех смутьян в крови потопит”.
(Из показаний свидетельницы Лазовской.)

Будучи допрошен в качестве обвиняемого, Ченыкаев Николай Сергеевич виновным себя не признал, но полностью уличается показаниями свидетелей».
Расстрелян на Бутовском полигоне 21 октября 1937 года по приговору тройки УНКВД СССР по Московской области от 17 октября 1937 года.

Из заявления Н. М. Ченыкаевой на имя народного комиссара внутренних дел СССР Л.П. Берия от 14 января 1940 г.:
«3-го октября 1937 г. в г. Кунцеве был арестован муж мой Николай Сергеевич Ченыкаев (бывший губернатор). Он был арестован органами НКВД совершенно больным (грудная жаба), и у меня все основания думать, что его нет в живых. Сама я разбита параличом (правая сторона), рука совсем не владеет, и мне крайне трудно хлопотать самой, чтобы что-нибудь узнать о муже. Неоднократно я и писала, и подавала заявления, и дажа сама была на Кузнецком 24, и у секретаря, и в девятом окне. Это было 16-го мая 1939 г. Всё, что мне удалось узнать, это, что мой муж жив и отправлен в дальние лагеря на 10 лет без права переписки».

## Награды
- дворянская медаль на Владимирской ленте и светло-бронзовая медаль «В память 100-летия Отечественной войны 1812 г.» (август 1912 г.) — как старший в роде из прямых потомков капитана Николая Тимофеевича Ченыкаева
- золотой нагрудный юбилейный знак в память 50-летия утверждения Положения о губернских и уездных земских учреждениях (1914)
- орден Белого орла (5 апреля 1915) — «за труды по отличному выполнению всеобщей мобилизации 1914 г.»
- орден св. Станислава 2 степени — «за отличную усердную службу и труд, понесенные по Минской губернии во время военных действий» (Приказ Главнокомандующего армиями Юго-Западного фронта от 11 мая 1915 года № 603)
- нагрудный знак Двинского Православного Александро-Невского Братства (1915)
- жетон 1 степени — «за ревностные труды на посту Председателя Калужского отделения комитета для оказания временной помощи пострадавшим от военных действий».

### Семья
Жена — Надежда Михайловна (урождённая Акимова; 1879 — не ранее 14 января 1940), дочь статс-секретаря, действительного тайного советника М. Г. Акимова.
Дети: Сергей (р. 1907) и Михаил (р. 1913).